# Lista do Patrimônio Mundial no Benim
A Organização das Nações Unidas para a Educação, a Ciência e a Cultura (UNESCO) propôs um plano de proteção aos bens culturais do mundo, através do Comité sobre a Proteção do Património Mundial Cultural e Natural, aprovado em 1972. Esta é uma lista do Patrimônio Mundial existente no Benim, especificamente classificada pela UNESCO e elaborada de acordo com dez principais critérios cujos pontos são julgados por especialistas na área. O Benim, país que concentra relevante cultura pré-europeia como o legado cultural dos reinos de Aladá e Daomé, ratificou a convenção em 14 de junho de 1982, tornando seus locais históricos elegíveis para inclusão na lista.
O sítio Palácios Reais de Abomei foi o primeiro local do Benim incluído na lista do Patrimônio Mundial da UNESCO por ocasião da 9ª Sessão do Comitè do Património Mundial, realizada em Paris (França) em 1985. Desde a mais recente adesão à lista, o Benim totaliza 2 sítios classificados como Patrimônio da Humanidade, sendo um deles de classificação cultural e o outro de classificação natural. 

## Bens culturais e naturais
O Benim conta atualmente com os seguintes lugares declarados como Patrimônio da Humanidade pela UNESCO:
| | Palácios Reais de Abomei |
| Bem cultural inscrito em 1985. |                          |
| Localização: Zou |                          |
| Entre 1625 e 1900 havia doze reis no trono do poderoso Reino de Abomei. Todos eles tiveram seu próprio palácio construído dentro do mesmo recinto cercado por paredes de adobe, exceto o rei Akaba que construiu sua mansão em um recinto separado. Cada palácio apresenta características arquitetônicas comuns às construídas acima, em termos de estruturação do espaço e materiais utilizados. Os palácios reais de Abomei são um testemunho excepcional deste reino extinto. (UNESCO/BPI) |                          |

| | Complexo W-Arly-Pendjari |
| Bem natural inscrito em 1996, estendido em 2017. |                          |
| Este bem é compartilhado com: Burquina Fasso e Níger. |                          |
| Localização: Alibori / Atakora |                          |
| Esta extensão transnacional (Benin e Burkina Faso) do Parque Nacional W do Níger, inscrita em 1996 na lista do Patrimônio Mundial, cobre uma grande expansão da savana sudanesa-saheliana intacta, com tipos de vegetação, incluindo pastagens, matas, savanas de árvores e uma extensa galeria florestal. Inclui o maior e mais importante ecossistema terrestre, semiaquático e aquático contínuo no Cinturão de Savana da África Ocidental. O local é um refúgio para espécies de vida selvagem que desapareceram ou estão seriamente ameaçadas. Abriga a maior população de elefantes da África Ocidental e a maioria dos mamíferos típicos da região, como o peixe-boi africano, guepardo, leão e leopardo. Também abriga a única população de leões viável da região. (UNESCO/BPI) |                          |

## Lista Indicativa
Em adição aos sítios inscritos na Lista do Patrimônio Mundial, os Estados-membros podem manter uma lista de sítios que pretendam nomear para a Lista de Patrimônio Mundial, sendo somente aceitas as candidaturas de locais que já constarem desta lista. Desde 2021, o Benim possui 6 locais na sua Lista Indicativa.
| Sítio                                                      | Imagem | Localização                | Ano  | Dados UNESCO        | Descrição |
| ---------------------------------------------------------- | ------ | -------------------------- | ---- | ------------------- | --- |
| Reserva W do Níger e o Habitat Vernáculo do Norte do Benim |        | Atakora                    | 1996 | Cultural: (iii)(iv) | |
| A cidade de Porto Novo: antigos bairros e Palácio Real     |        | Oueme                      | 1996 | Cultural: (v)(vi)   | |
| Vila subterrânea de Agongointo-Zoungoudo                   |        | Zou                        | 1998 | Cultural: (i)(iv)   | Durante a construção de um anel viário, a empresa dinamarquesa DANISA descobriu em fevereiro de 1998 a vila subterrânea de Agongointo-Zougoundo consistindo de uma série de porões do tipo bunker alemão, feitos de solo ferruginoso tropical e apresentando diferentes formas geométricas. |
| Koutammakou, a terra do Batammariba                        |        | Atakora                    | 2020 | Cultural: (v)(vi)   | A paisagem de Koutammakou, localizada no noroeste do Benim e que se estende além da fronteira do Togo, abriga os Batammariba cujas notáveis casas de torre de barro se estabeleceram ao longo do tempo como um verdadeiro símbolo arquitetônico no Benim. |
| Vale Inferior do Uemê                                      |        | Atlântico                  | 2020 | Misto: (v)(ix)      | O "Vale Inferior do Ouémé" é um conjunto de ecossistemas terrestres e costeiros/marinhos particulares do Dahomey Gap com espécies de interesse e um conjunto de aldeias construídas sobre o corpo d'água (local do lago) em cabanas em palafitas com uma arquitetura muito original e onde vivem as comunidades Tofin e Ouémè. São aldeias de refúgio onde uma civilização centenária se desenvolveu em conexão com a dimensão ecológica. Abrange a área 1018 do sítio ramsar e protege a bacia do curso d'água mais importante do Benin, bem como importantes recursos biológicos específicos para a parte guineana do Benim. Atualmente, está sendo submetida ao Programa Homem e Biosfera (MAB) da UNESCO. |
| Marcos da Rota dos Escravos no Benim                       |        | Zou / Planalto / Atlântico | 2021 | Cultural: (iv)(vi)  | A indicação serial "Marcos da Rota dos Escravos no Benim" está distribuída em quatro comunas localizadas nos departamentos de Zou (Abomei), Collines (Savè, Dassa-Zoumè), Planalto (Quétou) e Atlântico (Uidá). Constitui uma rota cultural histórica muito significativa para a República do Benim, para os países vizinhos e para a diáspora histórica dos afrodescendentes. |